# سرود ملی اتریش
ای سرزمین کوهستان، سرزمین جویباران (به آلمانی: Land der Berge, Land am Strome) سرود ملی کشور اتریش است.

## متن
| Land der Berge, Land am Strome, Land der Äcker, Land der Dome, Land der Hämmer, zukunftsreich! Heimat großer Töchter und Söhne, Volk, begnadet für das Schöne, Vielgerühmtes Österreich, Vielgerühmtes Österreich! | ای سرزمین کوهستان، سرزمین جویباران سرزمین دشت‌ها، سرزمین کلیسا سرزمین چکش‌ها، قلمروی آینده زادبوم دختران و پسران بزرگوار کشوری برخوردار از موهبت زیبایی، اتریش پرآوازه، ای اتریش پرآوازه!        |
| Heiß umfehdet, wild umstritten, Liegst dem Erdteil du inmitten Einem starken Herzen gleich. Hast seit frühen Ahnentagen Hoher Sendung Last getragen, Vielgeprüftes Österreich, Vielgeprüftes Österreich.           | بر سرت پرشور رزمیده‌اند، سخت جنگیده‌اند در میانه قاره آرمیده‌ای بسان قلبی پرتوان. از روزگاران نخست نیاکان بار رسالت برتر را به‌دوش کشیده‌ای اتریش پرآوازه، ای اتریش پرآوازه!                        |
| Mutig in die neuen Zeiten, Frei und gläubig sieh uns schreiten, Arbeitsfroh und hoffnungsreich. Einig laß in Jubelchören, Vaterland, dir Treue schwören. Vielgeliebtes Österreich, Vielgeliebtes Österreich.       | شاهد ما باش که به سوی روزگاران نو دلاورانه می‌شتابیم، آزاد و باورمند. پرکار و امیدوار، بگذار تا یکپارچه، در یک همسرایی شاد با تو پیمانی راستین ببندیم، ای میهن اتریش پرآوازه، ای اتریش پرآوازه! |